# Kościół Matki Boskiej Szkaplerznej w Wołczkowie
Kościół Matki Boskiej Szkaplerznej – rzymskokatolicki kościół parafialny, znajdujący się w Wołczkowie w gminie Dobra (Szczecińska), w powiecie polickim (województwo zachodniopomorskie). Obiekt wpisany jest do rejestru zabytków.
Kościół zbudowano pod koniec XIII wieku. Usytuowana na planie prostokąta, salowa budowla wzniesiona została z obrobionych granitowych kostek, ułożonych w osiemnaście równych warstw. Nakryta jest dwuspadowym dachem. W elewacji wschodniej znajduje się oryginalny średniowieczny szczyt ozdobiony blendą w formie wielkiego krzyża, z dwoma mniejszymi ostrołukowymi blendami poniżej jego ramion oraz trzema oknami strzelinowymi doświetlającymi poddasze. W 1865 roku kościół został przebudowany. Elewacje korpusu przedzielono wówczas wysokimi, ostrołukowymi oknami o profilowanych ościeżach murowanych z cegły, zaś od strony zachodniej dostawiono usytuowaną na rzucie kwadratu ceglaną wieżę w stylu neogotyckim. W 1900 roku wieżę nakryto dachem namiotowym zwieńczonym latarnią. Podczas przebudowy otynkowany został znajdujący się w zachodniej ścianie nawy gotycki portal. W 1931 roku w świątyni założono centralne ogrzewanie, a także dokonano zawieszenia nowych świeczników i renowacji ołtarza oraz rzeźb.
16 lipca 1946 roku kościół został poświęcony jako świątynia rzymskokatolicka pod wezwaniem Matki Boskiej Szkaplerznej.
Jednoprzestrzenne wnętrze kościoła nakryte jest płaskim, drewnianym stropem belkowym. Z historycznego wyposażenia kościoła zachowały się pochodzące z XIX wieku neoklasycystyczna ambona, neogotycki prospekt organowy oraz dwie chrzcielnice, żeliwna i drewniana, a także mosiężna misa chrzcielna z reliefem przedstawiającym Adama i Ewę oraz monstrancja z 1913 roku. Ołtarz, ufundowany w 1722 roku, składa się z predelli, nastawy i zwieńczenia. W predelli umieszczono obraz olejny przedstawiający scenę Ostatniej Wieczerzy. W retabulum, ujętym w dwie kolumny i uszaki w formie liści akantu, znajduje się natomiast obraz Matki Bożej z Dzieciątkiem, który umieszczono w miejsce wcześniejszego obrazu ze sceną modlitwy Chrystusa w Ogrójcu, sygnowanego na odwrocie przez malarza Georga Meyna. Pochodzące z kościoła w Wołczkowie późnogotyckie rzeźby św. Diakona, Matki Bożej z Dzieciątkiem i Matki Bożej Bolesnej oraz barokowe rzeźby Chrystusa Zmartwychwstałego i anioła chrzcielnego od 1987 roku znajdują się w Muzeum Archidiecezjalnym w Szczecinie.